# Mindemoya River
Mindemoya River är ett vattendrag i Kanada.   Det ligger i provinsen Ontario, i den sydöstra delen av landet, 500 km väster om huvudstaden Ottawa.
I omgivningarna runt Mindemoya River växer i huvudsak blandskog. Runt Mindemoya River är det mycket glesbefolkat, med 6 invånare per kvadratkilometer.